# Alveophoma caballeroi
Alveophoma caballeroi är en svampart som beskrevs av Alcalde 1952. Alveophoma caballeroi ingår i släktet Alveophoma, divisionen sporsäcksvampar och riket svampar.   Inga underarter finns listade i Catalogue of Life.